# Plaza del Ángel (Madrid)
La plaza del Ángel, y antes plazuela del Ángel, es un espacio urbano asimétrico en la cabecera alta del barrio de las Musas (o de las Letras) de Madrid; lo forman la confluencia de las calles de San Sebastián, Cruz, Espoz y Mina, Huertas, y los esquinazos de la plaza de Santa Ana (Madrid) al Este y la de Benavente por el Oeste. Pedro de Répide cuenta que en su origen también daba a la plazuela el desaparecido callejón del Beso.

## Historia

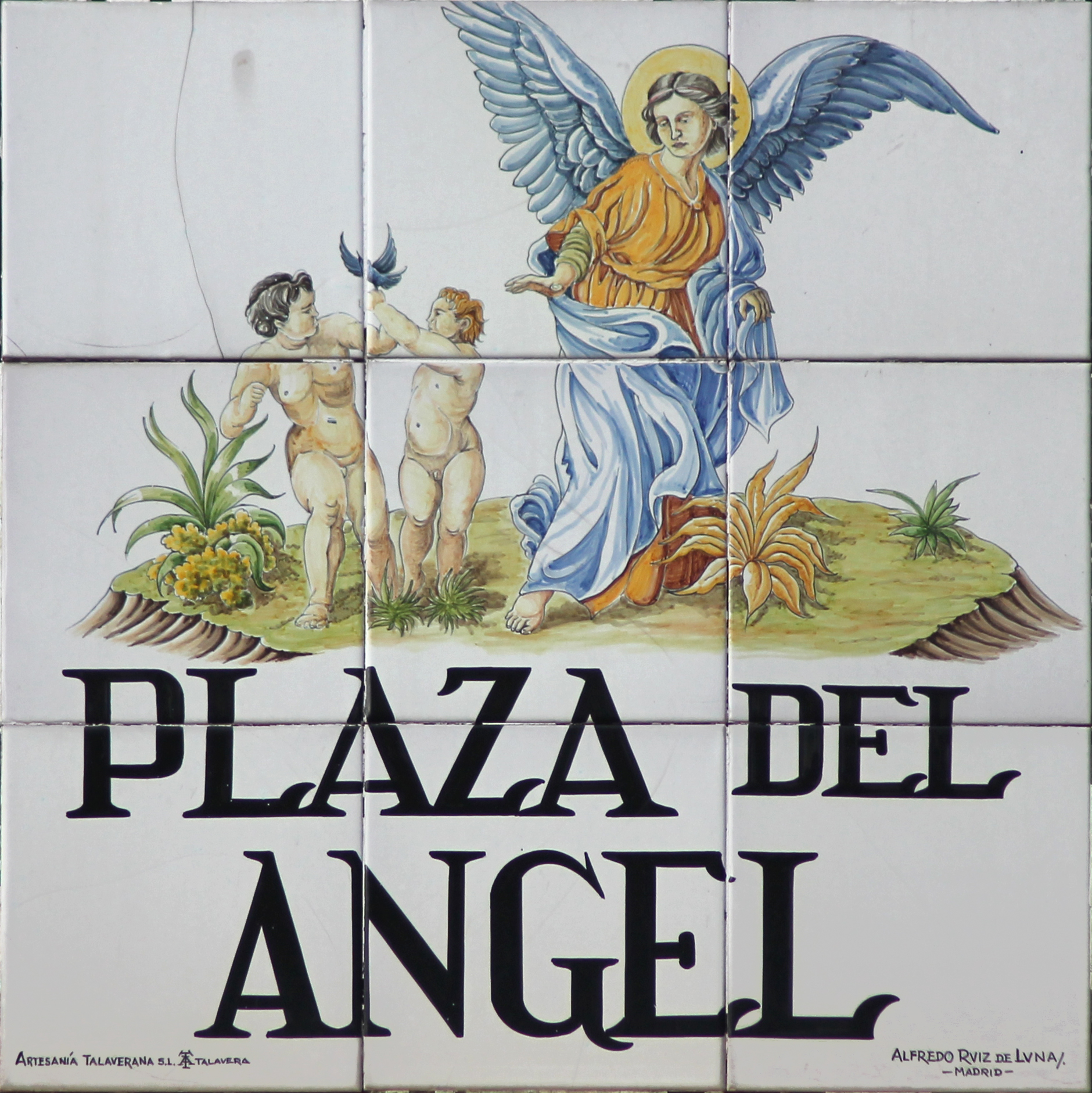
Placa de azulejos del callejero del Madrid histórico

Al parecer, la antigua plazuela del Ángel tomó este nombre del Ángel de la Guarda que decoraba la fachada de uno de sus edificios.
En la segunda mitad del siglo XVI, las cofradías de la Pasión y de la Soledad adquirieron en 1579 un corral grande, situado en la embocadura de la calle de la Cruz con la plazuela del Ángel. El corral de comedias de La Cruz, que llegaría a ser Teatro de la Cruz, fue inaugurado el 16 de septiembre de 1584, casi al mismo tiempo que el nuevo corral del Príncipe.
También hay noticia de que a partir de 1683, el extremo de la plazuela del Ángel que formaban la reunión de Carretas con Atocha, fue demarcación del gremio de mercaderes de lonja para las casas almacenes. La plaza es citada en el poema Piedra de sol de Octavio Paz.

### Palacio de los Condes de Montijo y Teba

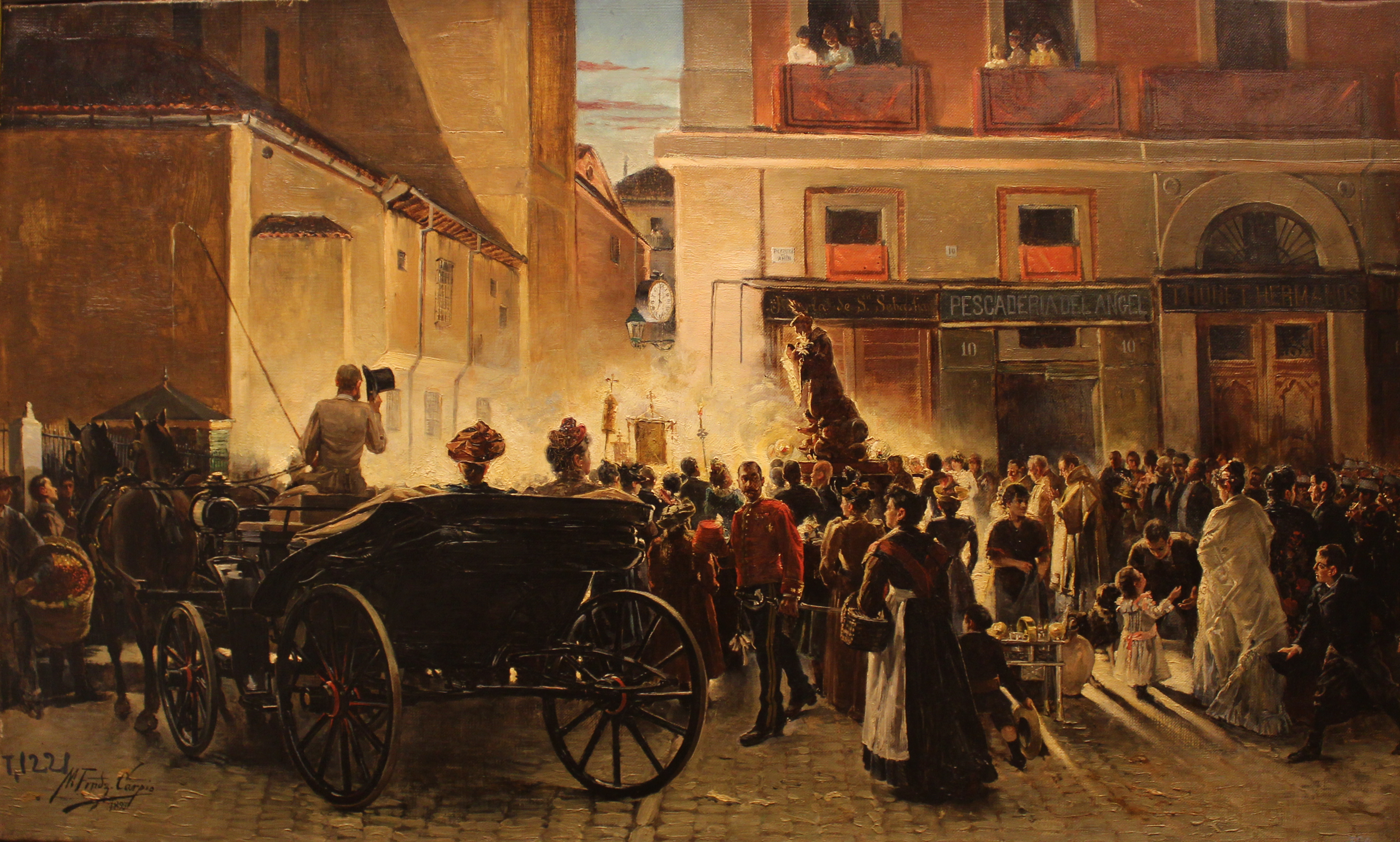
Procesión de San Antonio en la plaza del Ángel, por Manuel Fernández Carpio

En 1810, sobre los solares que ocuparon las casas del conde de Baños y de Pedro Velasco de Bracamonte, el arquitecto Silvestre Pérez construyó para los condes de Montijo y Teba, un nuevo palacio que llegaría a alcanzar cierta categoría entre la aristocracia madrileña durante el siglo XIX. En él, por ejemplo, la viuda del conde presentó 'en sociedad' a sus hijas María Francisca y Eugenia, que respectivamente llegarían a ser duquesa de Alba y emperatriz de Francia. También fue en este palacio donde, durante la cena de Nochebuena de 1874, se dio a conocer la proclamación del rey Alfonso XII.
Se instaló, asimismo en este edificio, el Casino Militar, el Centro de Instrucción Comercial y, durante una temporada fue vivienda de Canalejas. Tras su demolición, se construyó en el solar un edificio comercial que albergaró los Almacenes Simeón, actual Hotel Reina Victoria.

### Antiguos establecimientos

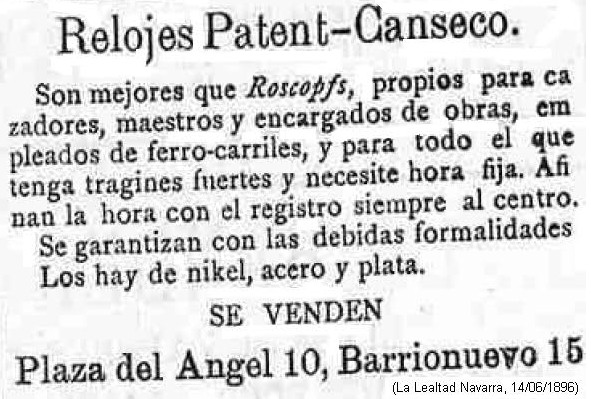
Anuncio de la Relojería Canseco en el diario navarro La Lealtad del 14 de junio de 1896

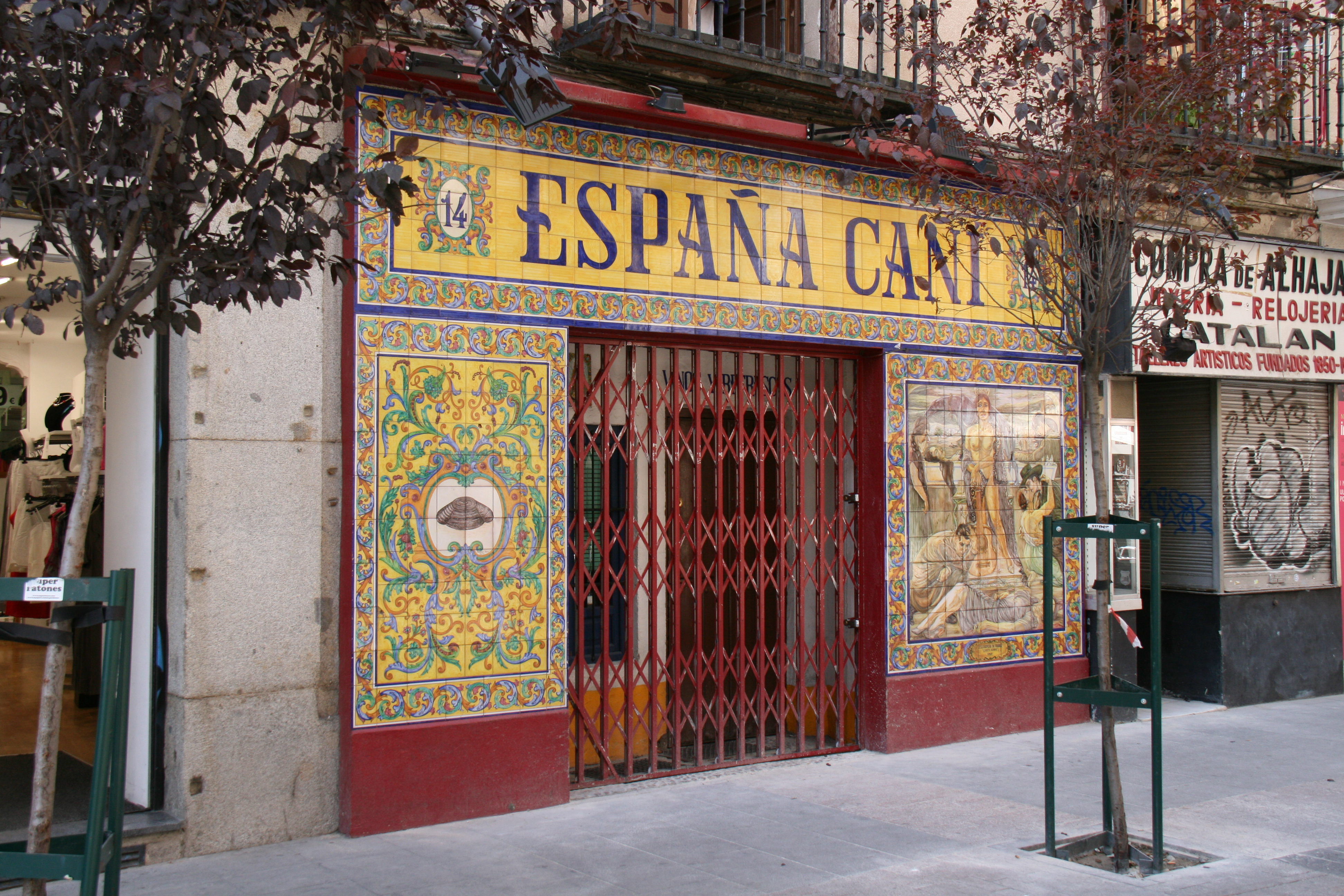
La tienda España cañí, decana de la plazuela del Ángel, con ríca decoración de azulejería de Talavera, reproduciendo (a la izquierda del portón) una pintura de Julio Romero de Torres: Cante jondo (1929). Todo el conjunto, obra del ceramista José Soto en 1945

Frente al palacio de Montijo, estuvo la relojería Canseco, que tenía un gran reloj colgado de la fachada que anunciaba a los transeúntes las horas. Otra atracción del relojero Canseco, en especial para niños y provincianos era el "reloj de los chinos", una maquinaria decorada con dos chinos a ambos lados de la esfera que cuando sonaban las horas se tiraban de las coletas.
A comienzos del siglo XX se creó en el número 11 una cristalería y tienda de marcos de cuadros y en 1982 se convirtió en el Café Central, conservando la fachada del comercio anterior.  
También se apoya en la plaza un lateral de los antiguos Almacenes Simeón, obra de Jesús Carrasco-Muñoz y Encina entre 1919 y 1923, transformados en el Hotel Reina Victoria.